# 弥勒 (作詞家)
みろく/弥勒（5月7日 - ）は、埼玉県出身の女性作詞家。

## 人物・作品の特徴
青山学院大学卒業後、音楽出版社、イベント会社勤務を経て作詞家へ。
これまで手がけた分野は、J-POP、子供の歌、合唱、アニメ、映画、ミュージカルなど多岐にわたる。
作曲家の瑞木薫との合唱曲では、「地球の鼓動」、中学校や高校の卒業式で歌われることの多くなった「花笑」（はなえみ）、「太陽のパレード」、「寒満月」などがある。
作詞の他、作詞講座の講師、CMのヴォーカルやナレーションなどでも活躍中。
「弥勒」というペンネームは、「山あり谷ありの人生に遭遇しても、いつも平坦な道を歩いているような気持ちでいられる名前」として、仕事でお世話になった方が付けたとのこと。
その後、「弥勒」を「弥助」（やすけ）と、間違われて呼ばれたことにショックを受け、2008年以降、ひらがな表記の「みろく」となる。
好きなスポーツは学生時代から続けている卓球で、本人のブログにも時々登場する。
別名義である「かわなみその」、「河奈みその」として提供した作品もある。

## 作詞

### 合唱
- 『花笑』、『地球の鼓動』、『寒満月』、『太陽のパレード』、『プレゼント』
- 混声合唱組曲 『生まれた街』 ～生まれた街へ、遠い太鼓、しるべ石、楽々波、大空を渡る翼は～

### J-POP
- アンリ菅野『チャイニーズバー』）
- 飯塚雅弓『ひだまりのオルゴール』
- 折笠愛『ラストコール』
- 北村みつき『父ゆずり』
- 木村充揮（元憂歌団）『LA CROIX（ラクロア）』）、『カラカラ』
- 国実百合『喜・怒・哀・楽』、『春URARA』、『もっと遠くへ…』
- 佐倉しおり『フラットした蛍の光』
- 篠原恵美『ロケット花火』NHKラジオ青春アドベンチャー「夏の魔術」
- 篠原ともえ『君んち』ロッテ「スムージー」
- 高橋理奈『私から手をひいて！』
- てれび戦士（NHK教育「天才てれびくんMAX」）『愛のトライアングル』
- メロディ（NHK教育「天才てれびくんMAX」）『Let me dream』
- 内藤やす子『DISTANT LOVE』、『シャンソン』
- 西島三重子『青春のシュプレヒコール』、『夢の足跡』、『プレゼント』、『私の胸に帰りなさい』、『風花』、『マイ・ホーム・タウン』、『たんぽぽ』、『Bon Courage』、『星屑のララバイ』、『新宿まつり』、『Dear my friend』、『飛鳥坂』、『青春の扉（ドア）』、『うたかた』、『あしたはとおせんぼ』、『雨音のむこうに』、『永遠の少年たち』、『スローなテンポで』、『おひさまのたね』、『AZAMI』、『やさしくなれる季節だから』、『私はあなたを愛してます〜Je vous aime〜』、『かもめよりも遠くへ』、『わたしはどこへいくの〜A donde voy?〜』、『サラベイ』、『someday』、『わたしが残していくもの』『たとえば愛が』『目黒川』『時の扉をノックして』
- 倍賞千恵子『想いのてぬぐい』
- 水森かおり『神在月』『山桜桃』『みちのく角館』『ふたり舞い～鶴の舞橋～』
- 宮川大助・花子『上々夫婦恋マンボ』
- 宮村優子『チュッ・チュッ・チュッ』）、『けっせらせら』、『Pardon!/ときどきオオカミ』（ラジオ大阪「直球で行こう」メインテーマ）
- ヤドランカ『風のボヘミアン』、『火の鳥』、『曼珠沙華の夜』
- 矢幅歩『海へ降りる道』、『水影」

### 子供の歌
- 速水けんたろう&茂森あゆみ『いっこ にこ さんこ しっこ』NHK「おかあさんといっしょ」、『どっきん！はっけん！このまち たんけん！』
- ぶんけまりこ『きんこんかんのうた）CX「ひらけ！ポンキッキ」
- 菊池眉円美『パプテピプラパプテピプルス』ララのテーマ「Little Twin Stars」
- 菊池眉円美/新倉よしみ『キキとララのチャールストン』「Little Twin Stars」
- 『こちょこちょ』NHK教育「いないいないばあっ!」
- こどもちゃれんじ（ベネッセ）『ありがとうでおわかれ』、『おはよう おひさま』、『オレオレオーレ！』、『きせつはメリーゴーラウンド』、『サンドイッチをつくろうよ！』、『そよそよ風』、『てとてをつないで』、『BRUSH, BRUSH!』、『Good Morning!』、『THANK YOU, DEAR OLD SANTA CLAUS』(歌：しまじろう）、『すきすきいっぱい』、『どんどんずんずん』、『てびょうしタンタン』
- こんなことできるかな？ビデオシリーズ『おはよう！こんにちは！！』、『シャボンはたのしいシュワシュワアワワ』、『はブラシじょうずシュッシュッシュッ』、『ぴかぴっかダンス』、『僕らは未来の冒険者』、『マジカルようちえん』、『ようこそ一年生』

### アニメ
- 浦田ちひろ『リュミールの予感』「エルデガイン続」
- 草地章江『Escape Journey』）東宝「今日から俺は！！」
- 桑島法子『ホントの笑顔で』TV東京「無限のリヴァイアス」キャラクターソング
- 富沢聖子 『LA ROSE ROUGE〜ラ・ローズ・ルージュ〜』） NTV「蒼き流星SPTレイズナー・エンディングテーマ」
- 中村裕介『天壌の風』（CDドラマ「聖獣伝承ダークエンジェル」）
- 松本明子『青春大関』「気分は形而上、実在OL講座」
- 皆口裕子『光と影のように』「エルデガイン」
- 宮崎淳子『日月（とき）のデスティニー』WOWOW「ふしぎなメルモ」
- 吉田小南美『ハリケーンBoy』「エルデガイン続」

### 映画
- 東宝「ちびまる子ちゃん」『勇気を出して』（歌：TARAKO）
- 「ライヤンツーリーのうた」『小宝宝（シャオパオパオ）（歌：鷹森淑乃/陽二蓮）
- 「つるにのって」『あのこは見てる』（歌：倍賞千恵子）
- 松竹「押忍！空手部」『各駅停車の男たち』 （歌：若子内悦郎）、『地球の子守唄』（歌：新倉よしみ）

### ミュージカル
- 『ZINC WHITE』（ジンク・ホワイト）

## ヴォーカルとナレーション
- 旺文社『まいにちがたからもの』
- TV朝日 ピカピカ音楽館『ひとさしゆびでわすれない』
- バンダイ『レコトーク』
- グリコ『ひっこぬいてパクッ！』
- トミー『バブルタイム』『イルカのジャンプンポン』
- セイカノート『イカす文房具』
- 稲毛屋『ライフボックス』
- サンクス『じゃがバタ饅』
- 三菱東京UFJ銀行ナレーション
- 日生『チャーリー&ローズの唄って覚えるABC』（脚本&歌&ナレーション）

## エッセイ
- ヤマハontsu『音楽のある暮らし』
- ヤマハ『作詞のための８の極意』

## 作詞講座
- ビクター音楽カレッジ
- 文藝学校公開講座